# 커티스 존스
커티스 줄리안 존스(영어: Curtis Julian Jones, 2001년 1월 30일 리버풀 ~ )는 잉글랜드의 축구 선수로 포지션은 중앙 미드필더, 윙어, 공격형 미드필더를 볼 수 있다. 현재는 프리미어리그 리버풀 소속으로 뛰고 있다.

## 수상

#### 리버풀
- 프리미어 리그: 2019-20
- FA컵: 2021-22
- EFL컵 : 2021-22, 2023-24
- FA 커뮤니티 실드: 2022
- FIFA 클럽 월드컵: 2019

#### 잉글랜드
- UEFA U-21 유로 : 2023

### 개인
- 프리미어리그 2 올해의 선수: 2019-20
- UEFA U-21 유로 대회 베스트 : 2023